# Ros Myers
Rosalind "Ros" Sarah Myers es un personaje ficticio de la serie dramática de espionaje Spooks y es el Jefe de la Sección Contra el Terrorismo en el departamento de Servicio de Seguridad en el MI5. Ros fue interpretada por la actriz Hermione Norris del 17 de septiembre del 2006 al 23 de diciembre del 2009.

## Quinta temporada
Ros era un oficial del MI6, su padre Sir Jocelyn Myers, es un rico diplomático, quien forma parte de la conspiración dirigida por el jefe de Ros en el MI6, Michael Collingwood para forzar al primer ministro a firmar un acto que permita a Collingwood ejercer su poder en Gran Bretaña, para prohibir a las personas a tener un juicio y para utilizar a policías armados en las protestas civiles. 
Ros advierte a Adam Carter, Harry Pearce, al Ministro de Interior Nicholas Blake y a la Coordinadora del Consejo Nacional de Seguridad, Juliet Shaw acerca de las bombas en el coche, que formaban parte de la conspiración, a solo segundos antes de que explotaran, logrando ponerlos a salvo. Ros ayuda a la Sección D a destruir la conspiración y se une al equipo al final del Episodio 2 de la Temporada 5.

## Sexta temporada
Durante esta temporada, Ros comienza una relación con Adam Carter.
Durante el episodio 8 de la temporada 6 Kaplan la ve con Ana Beauchay A.K.A Magritte, quien la convence de matarlo por inyección para que su lugar en el MI5 no estuviera en peligro y los planes de la Yalta no se destruyan. Ros va tras Kaplan pero el encuentra a Jo y se lo cuenta, el equipo descubre su traición y ella decide entregarse. Después de ser interrogada por Harry se convierte en una doble agente para el MI5 en compensación de su traición,
Ros regresa a la sede y es capturada por la Yalta (organización secreta que está planeando traer un arma y capacidad militar a América supuestamente para evitar una guerra y salvar la vida de Harry), Juliet Shaw que resulta ser el Jefe de Yalta y la inyecta con el mismo veneno que iba a utilizar para inyectar a Kaplan.
Ros muere mientras que Harry observa como los miembros de Yalta se van, pronto un grupo de oficiales llega con Jo y Malcom. Luego de que todos salen de la capilla el día del funeral, Adam le inyecta un antídoto (ya que cambia el suero que le inyectaron a Ros el cual da la apariencia de muerta), ella despierta y Adam le da ropa y dinero para que se vaya, porque sabe que si Yalta se entera de que está viva la van a matar, mientras que todos están afuera, Jo triste por la muerte de su amiga, se da cuenta de que está viva y ve a Adam y le sonríe.

## Séptima temporada
En el primer episodio de la séptima temporada Ros trabaja en Moscú como "Rangefinder" en Moscú. Tratando de perder al coche ruso que la seguía, pierde la paciencia, y sale de su coche para llegar al sitio del ataque. Al llegar a lugar del ataque, se reúne brevemente con Adam antes de que muriera mientras trataba de llevar lejos al coche-bomba.

En el siguiente episodio le pregunta a Harry si puede sustituir a Adam como jefe de la sección D, indicando que su muerte no la había afectado, aunque poco después demuestra su frustración en su apartamento, luego regresa a trabajar y al final del episodio Harry le dice que es el nuevo jefe sección D.
Ros mantiene al equipo unido y fuerte mientras se encuentra como el Jefe de la Sección. Crea una excelente relación de trabajo con Harry y se gana el respeto de
Nicholas Blake, el secretario del interior, sin embargo no soporta al superior de Harry, Richard Dolby a quien ve como un completo idiota.
En el sexto episodio Harry le revela a Ros y a Lucas el objetivo de la Operación Sugar Horse y el hecho de que los Rusos tengan un doble agente en la Sección D. En el séptimo episodio Harry es arrestado bajo la sospecha de ser un doble agente. Ros se encarga de encontrar al verdadero doble agente y les dice al resto del equipo acerca de la Operación Sugar Horse. Después de descubrir el cuerpo de Ben Kaplan, Ros se da cuenta de que el agente infiltrado es Connie James.

## Octava temporada
- Al final de la temporada queda atrapada en una explosión en un hotel.

En el tercer episodio de la octava temporada, luego de que un pequeño grupo de terroristas tomara como rehenes a un grupo de millonarios industriales, comienzan una serie de "pruebas", las cuales transmiten en vivo vía internet. Después del primer juzgado es ejecutado, los gobiernos de Estados Unidos y Gran Bretaña planean un ataque, lo que significa la muerte para todos los atrapados.
Ros es una de las rehenes y sin contacto con Harry o el resto del equipo, Harry envía a Jo para reunirse con el grupo de los terroristas en un intento para ponerlos en contra de su líder y ponerle fin a la situación. A primera vista parece que Jo tiene éxito. Sin embargo el líder de la célula llega a un detonador que puede causar un explosión letal pero Jo logra detenerlo impidiéndole la detonación, sin embargo queda atrapada con los terroristas y un tiro fatal es la única manera de llevar la situación a su fin.
Al darse cuenta de que la bala tendrá que pasar a través de ella para llegar al terrorista, Jo le da la señal a una armada Ros para que ella realice el tiro; Ros mata al terrorista pero lamentablemente también mata a Jo Portman.
Ros se encuentra agobiada y sacudida después de tener que sacrificar a su amiga y colega.
Durante el último episodio Ros y el Secretario del Interior Andrew Lawrence se quedan atrapados en un hotel, pero antes de recibir ayuda este explota. Se cree que Myers y Lawrence están muertos.